# Mimachlamys townsendi
Mimachlamys townsendi is een tweekleppigensoort uit de familie van de Pectinidae. De wetenschappelijke naam van de soort is voor het eerst geldig gepubliceerd in 1895 door Sowerby III.